# Roland Florian
Roland Florian né le 9 janvier 1924 à Nanterre (Seine) et décédé le 31 octobre 1999 à Noyon (Oise) est un homme politique français.

## Biographie
Militant socialiste à Meudon au début des années 1950, il mène la liste SFIO lors des élections municipales de 1953. Opposé à la politique algérienne du gouvernement Guy Mollet, il quitte la SFIO en 1958 et participe activement à la fondation du Parti socialiste autonome.
Secrétaire de la fédération de Seine-et-Oise et membre de la commission administrative permanente du PSA, il est candidat sous l'étiquette de l'Union des forces démocratiques aux élections législatives de 1958.
En 1960, lors de la création du PSU, il entre au comité politique national de ce nouveau parti, puis au bureau national à partir de l'année suivante.
Il se rapproche alors de Jean Poperen et, en 1963, participe à la direction mise en place pour gérer le parti qui sort du congrès sans majorité claire.
En 1967, il quitte avec Poperen le PSU pour fonder l'Union des groupes et clubs socialistes, et siège à la commission exécutive de la Fédération de la gauche démocrate et socialiste que l'UGCS rejoint rapidement, avant de rejoindre le nouveau Parti socialiste en 1969.
Au congrès d'Epinay, il rompt avec Jean Poperen et signe la motion mitterrandiste, menée par Louis Mermaz. De 1971 à 1974, il est d'ailleurs le chef de cabinet du nouveau premier secrétaire du PS, François Mitterrand.
Il entre aussi au comité directeur du parti, qu'il quittera en 1977.
Installé dans l'Oise à partir de 1972, il devient premier secrétaire de la fédération socialiste du département de 1975 à 1978. En 1977, il est élu maire de Ribécourt-Dreslincourt, et l'année suivante député de l'Oise. En 1979 encore, il est élu conseiller général.
Devenu rocardien, il mène une bataille interne assez rude dans la fédération de l'Oise, où les mitterrandistes sont majoritaires. Il redevient cependant premier secrétaire fédéral entre 1986 et 1987.
À partir de la fin des années 1980, son aura décline. Battu aux législatives en 1988 par un candidat de l'UDF,  il quitte l'année suivante le Parti socialiste à la suite de désaccords locaux, avant d'être battu par Patrice Carvalho aux cantonales de 1992.
La fin de sa vie est marquée par une santé de plus en plus déclinante, qui conduit sa famille à demander sa mise sous tutelle en mai 1999.

## Détail des fonctions et des mandats
Mandats locaux
- 1977 - 1999 : Maire de Ribécourt-Dreslincourt
- 1979 - 1992 : Conseiller général du canton de Ribécourt-Dreslincourt

Mandats parlementaires
- 3 avril 1978 - 1er avril 1986 : Député de la 2e circonscription de l'Oise
- 1er avril 1986 - 12 juin 1988 : Député de l'Oise

## Sources
Marc Heurgon, Histoire du PSU, Paris, La Découverte, 1994
Alain Trogneux, Dictionnaire des élus de Picardie
Le Courrier picard, édition de l’Oise, novembre 1999
Dictionnaire biographique du mouvement ouvrier français, notice de Jean-Pierre Besse et Gilles Morin